# Altocumulus undulatus
El altocumulus undulatus es un tipo de nube altocumulus de niveles medios (entre 2400 a 6100 m), usualmente blanca o gris con capas o parches con ondulaciones que recuerdan "ondas" en el agua. Los elementos ondulatorios dentro de la nube son generalmente más oscuros que los de las cirrocumulus y más pequeñas que las stratocumulus. 
Estas nubes pueden aparecer como parches o cubriendo todo el cielo. Las capas ondulatorias de las altocumulus undulatus tienen generalmente menos de 100 m de espesor.
Como otras altocumulus, la variedad de undulatus se forman en todas las estaciones, anunciando un sistema de aproximación dentro de un área general de entre 160 a 322 km. Resultan de vientos de cizalladura (con abruptos cambios de velocidad o de dirección en el viento, con cambios agudos en altura). El alineamiento entre bandas suele indicar la dirección del viento de corte. En el sudeste de EE. UU., estas formaciones pueden ser el resultado de sistemas tropicales o subtropicales con vientos de corte en dirección norte. Estos sistemas pueden venir del monzón del sudoeste que atraviesa el oeste norteamericano y las Grandes Llanuras.